# Kabelbaan van de Aiguille du Midi

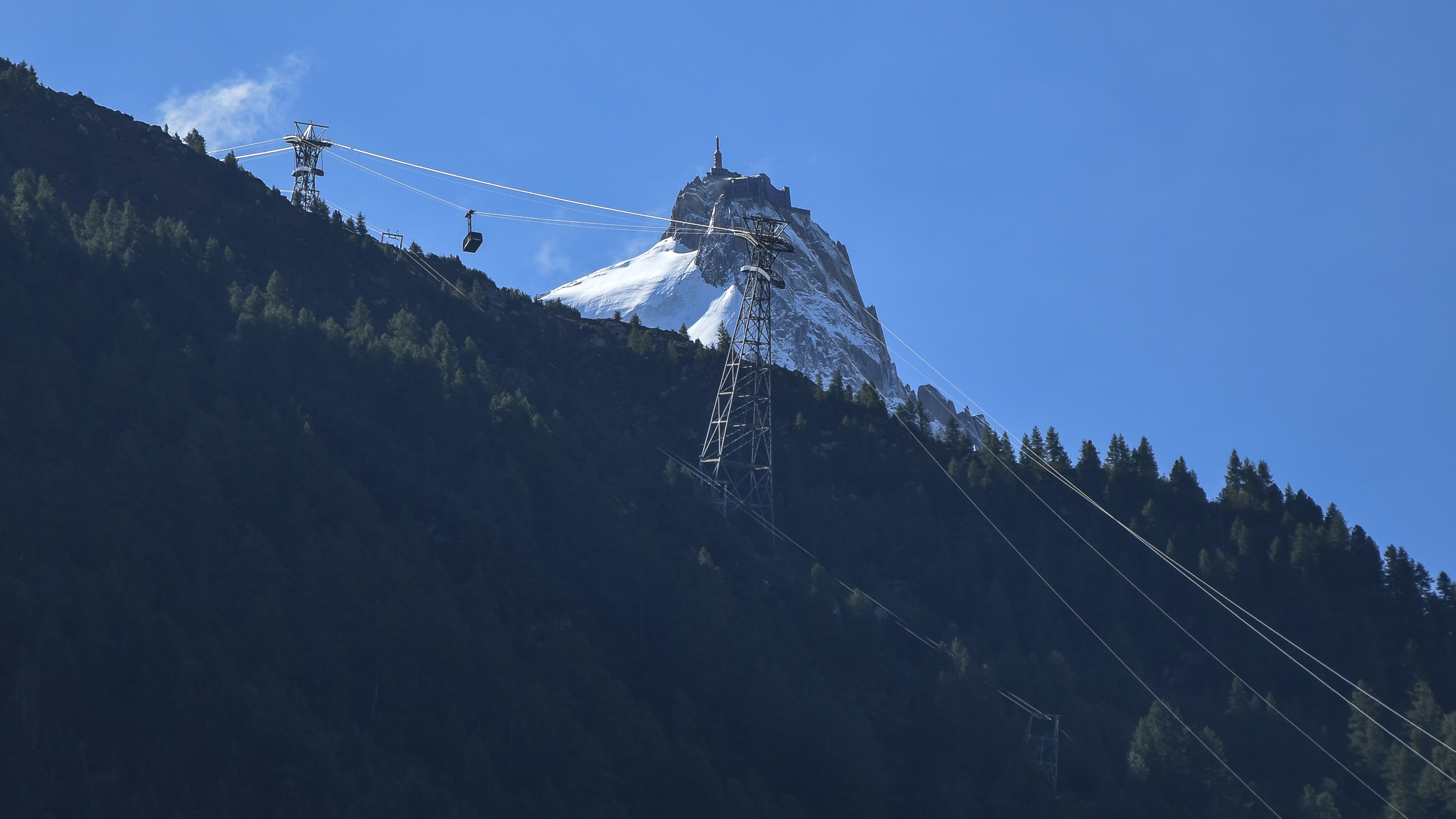
Het eerste traject van de kabelbaan en de top van de Aiguille du Midi

De kabelbaan van de Aiguille du Midi (Frans: Téléphérique de l'Aiguille du Midi) is een kabelbaan met vertrekstation in de Franse plaats Chamonix-Mont-Blanc die naar de Aiguille du Midi leidt. De top van deze berg is te bereiken via een in 1955 in gebruik genomen kabelbaan, uitgebaat door de Compagnie du Mont-Blanc, die ook de meeste andere kabelbanen en tandradbanen in de regio beheert. Bij de opening was het de hoogste kabelbaan ter wereld.
De kabelbaan bestaat uit twee trajecten. Het eerste traject start op een hoogte van 1.038 m en gaat naar de Plan d'Aiguille (2.317 m). Het werd geopend in 1954 en heeft een lengte van 2.553 m. Op dit gedeelte zijn drie pylonen gebouwd met een respectievelijke hoogte van 70, 40 en 25 m. Na 6 à 8 minuten bereikt men het tussenstation, de Plan de l'Aiguille. Via het tussenstation, de Plan d'Aiguille, kunnen bergbeklimmers hun tocht verkorten naar de Mont Blanc en skiërs naar de Vallée Blanche.
Vanaf het tussenstation kan men enkele wandelingen maken op aangegeven paden:
- Lac Bleu (circa 15 minuten)
- Balkonwandeling Plan de l'Aiguille-Montenvers (2h30)
- Men kan ook helemaal afdalen tot in Chamonix

Op de Plan de l'Aiguille stapt men om naar het tweede gedeelte zonder ondersteuning van pylonen, naar het station op een hoogte van 3.777 meter. Het traject is geopend in 1955 en is 2.867 m lang. Dicht bij de top is de stijgingsgraad van de kabelbaan 47°. Hier zijn een café en restaurant, het tweede hoogste van Europa te vinden en verscheidene terrassen. Via een loopbrug is de noordelijke piek verbonden met de centrale piek. Een lift brengt de bezoeker 66 m hoger naar de werkelijke top op 3.842 meter hoogte, vanwaar men een panoramisch uitzicht heeft op het Mont Blancmassief en bij goed weer in de verte zelfs de Matterhorn kan zien. Sedert december 2013 kan men in een glazen kooi stappen, ook pas dans le vide genoemd (stap in de leegte), niet echt voor mensen met hoogtevrees.
Op ieder traject zijn er twee cabines met een maximale capaciteit voor 75 personen voorzien, die onafhankelijk van elkaar werken.
Vanaf de top vertrekt de Panoramic Mont-Blanc, een kabelbaan naar Pointe Helbronner (3.462 m) in Italië. Men zweeft in gondels ruim 20 minuten boven de Géantgletsjer waar men een spectaculair uitzicht heeft op de indrukwekkende gletsjerspleten en ijsblokken. Vanuit Pointe Helbronner kan men ook aan de Italiaanse zijde via kabelbanen afdalen naar La Palud, een dorp dicht bij Courmayeur in Italië.
878.411 bezoekers telde men in 2014.

## Galerij

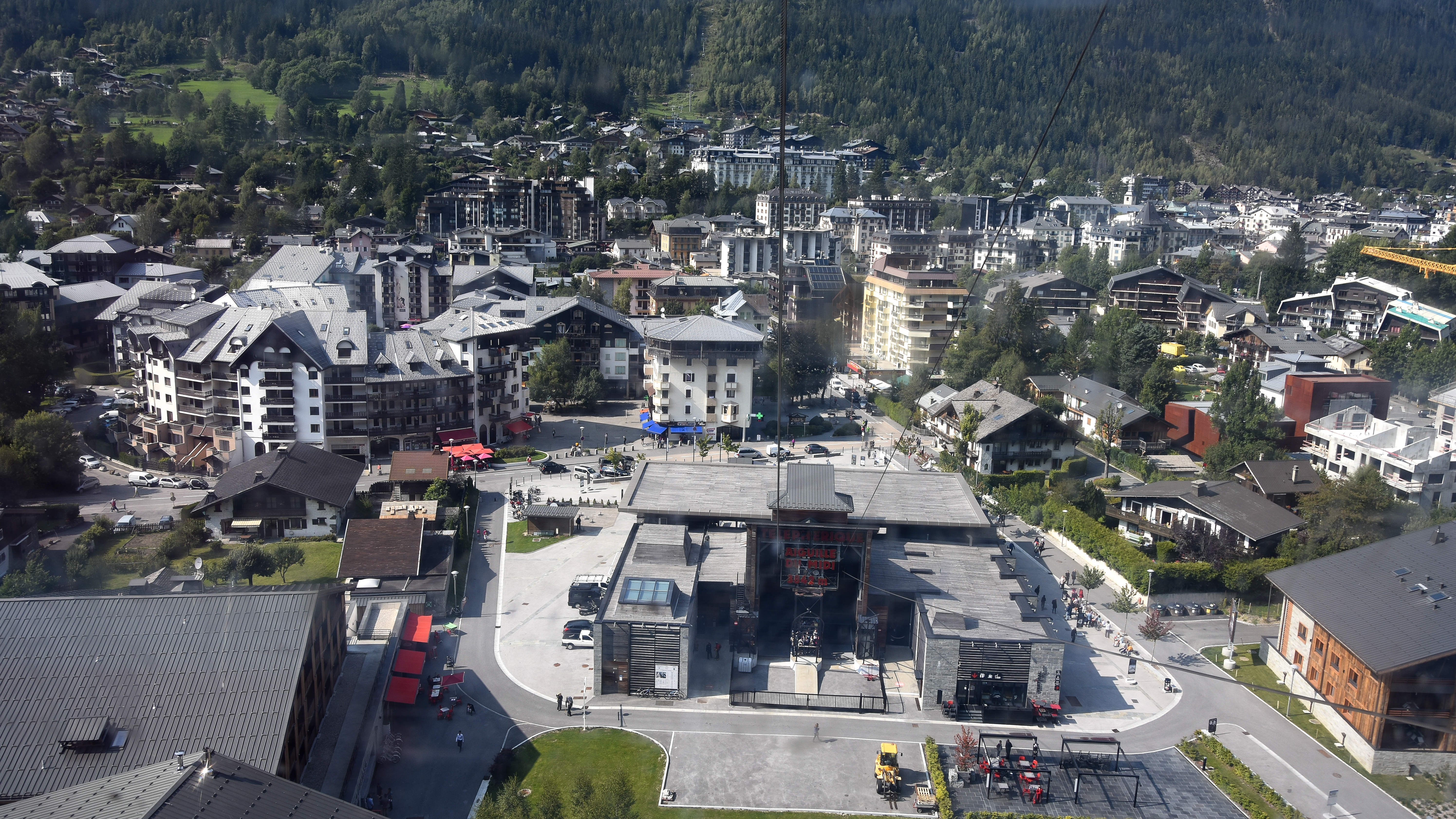
Het dalstation
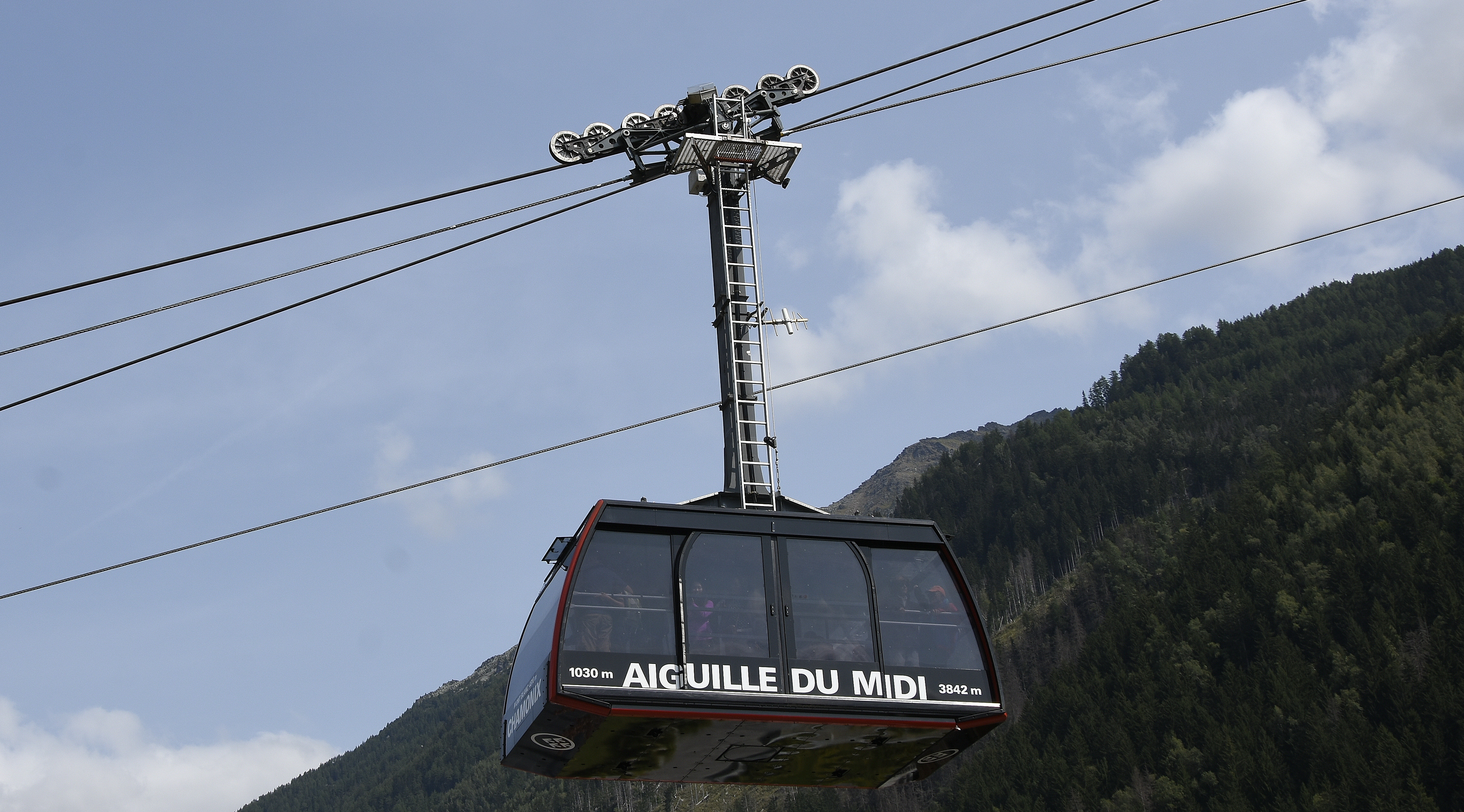
Een cabine
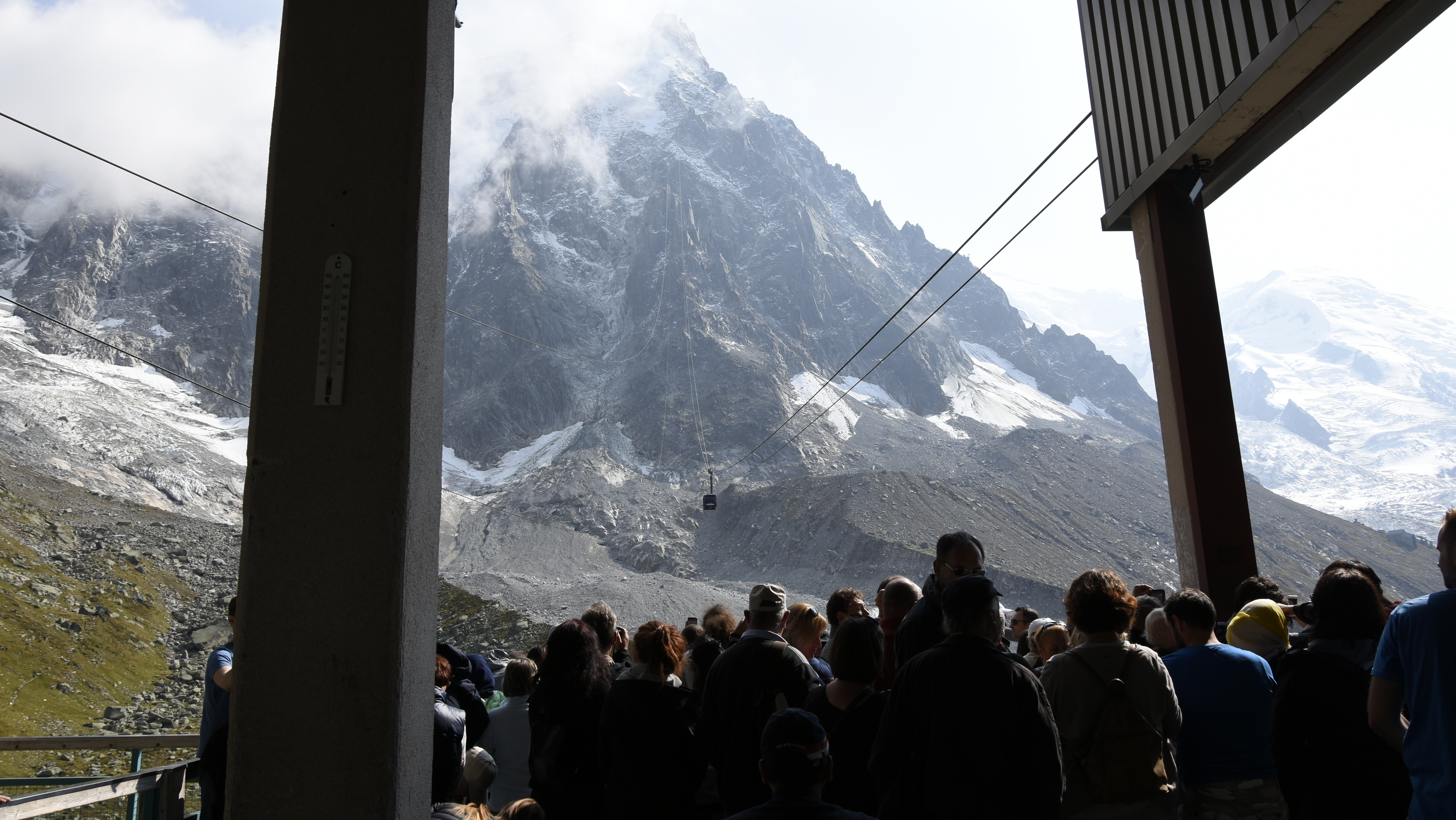
Het tussenstation of Plan de l'Aiguille op 2317 m met uitzicht op het tweede traject
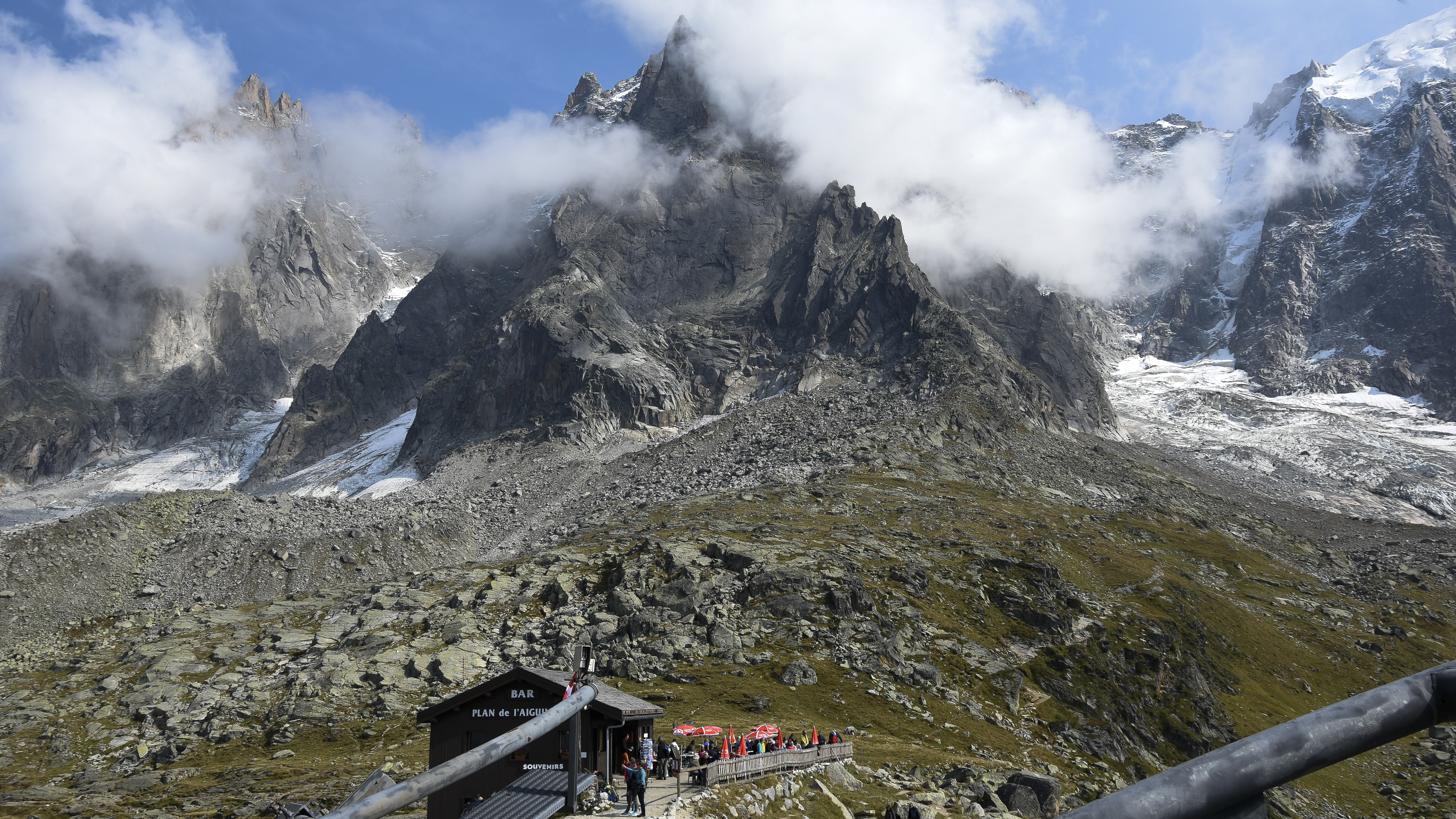
Plan de l'Aiguille
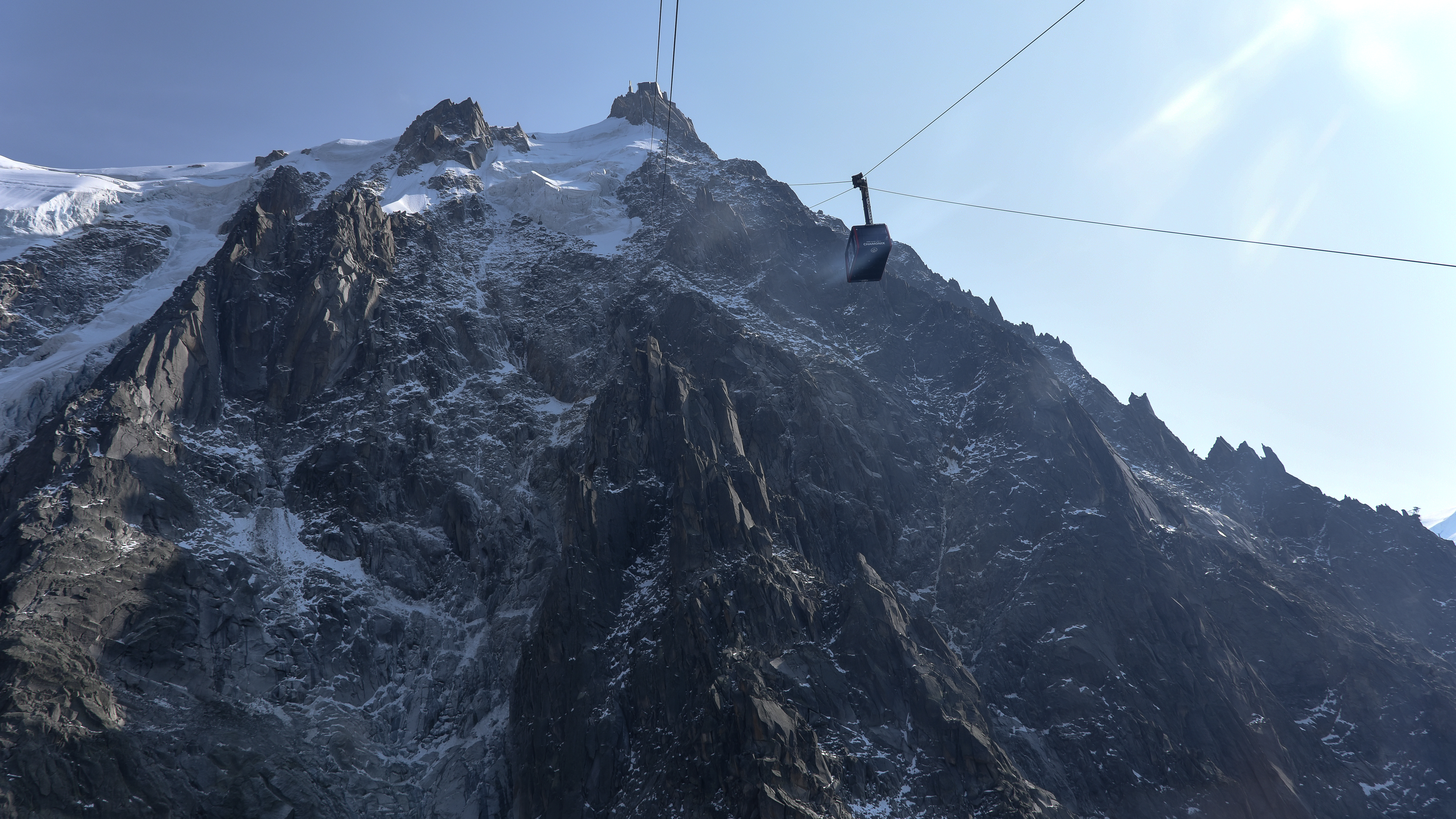
Foto vanaf de cabine van het tweede traject
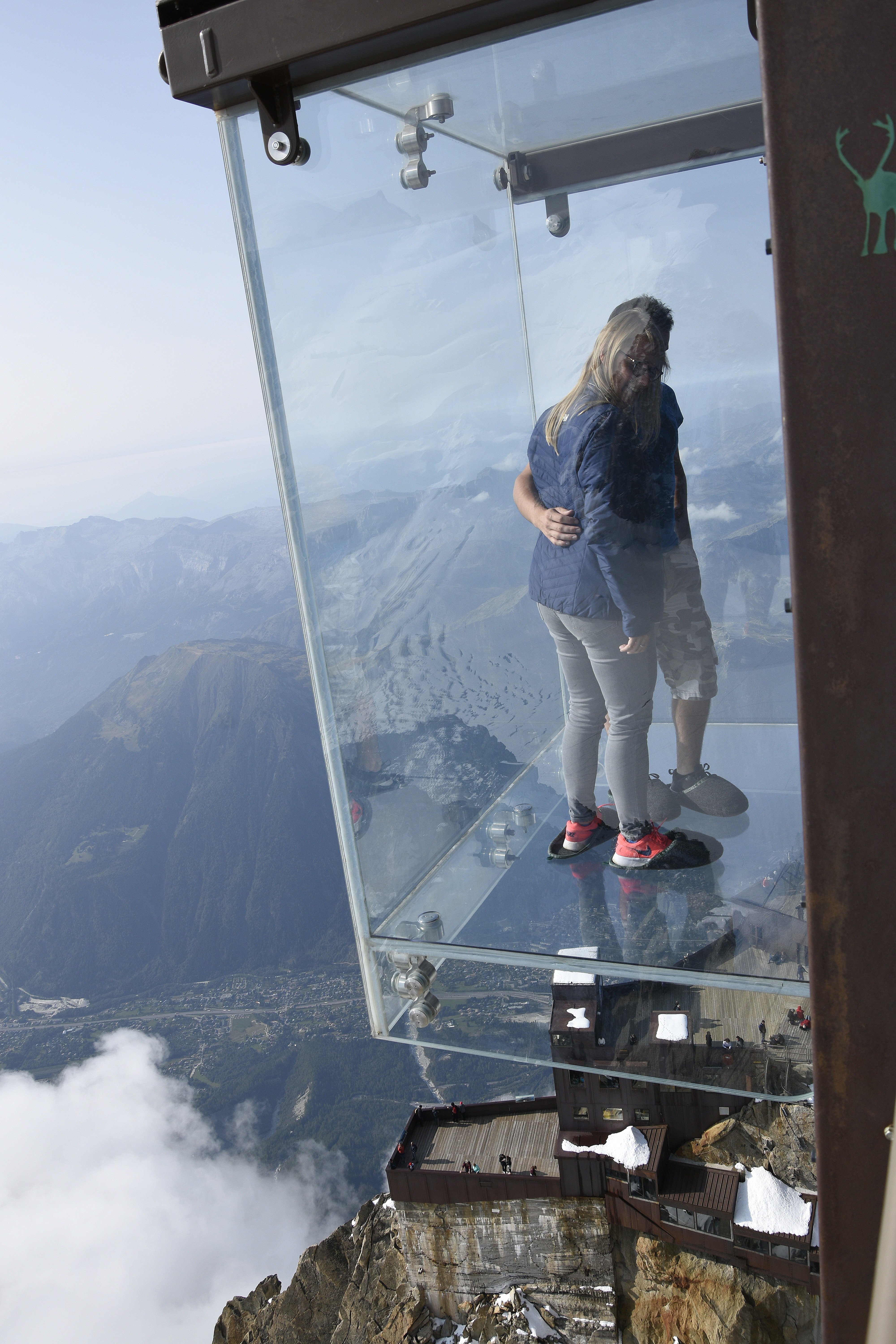
Pas dans le vide op 3842 m hoogte
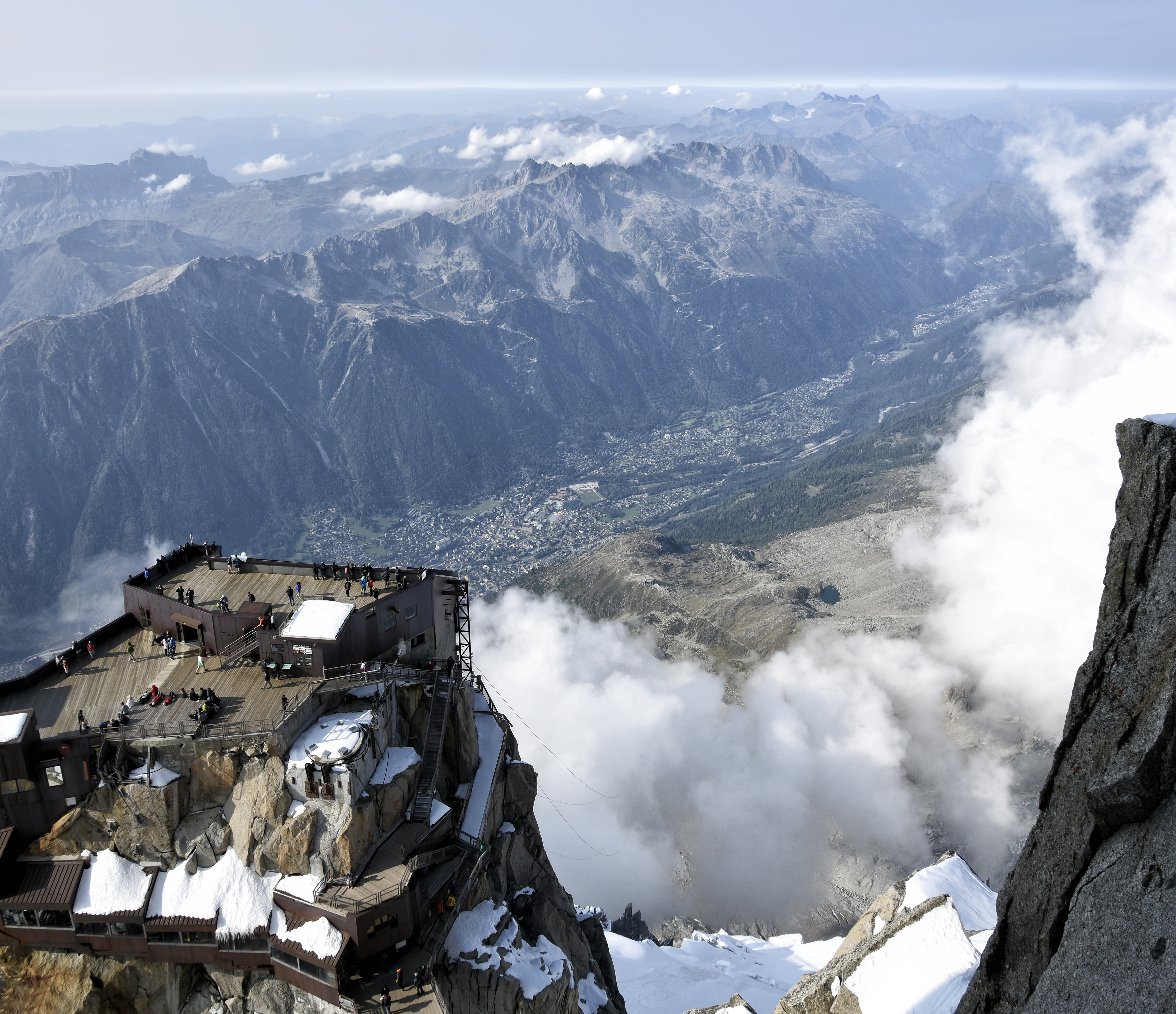
Gezicht vanaf de centrale top op het platform met het eindstation van de kabelbaan
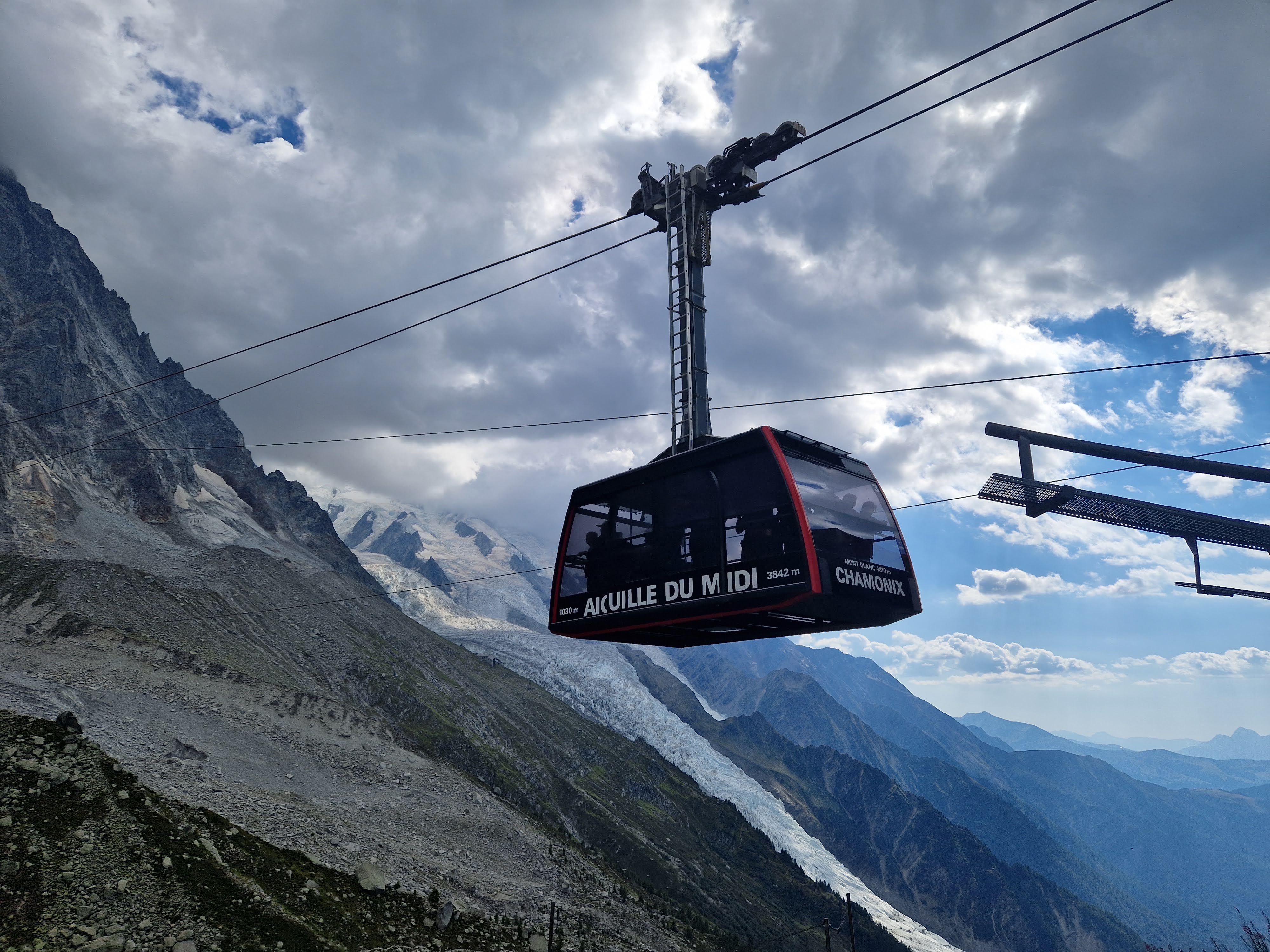
Cabine bij het tussenstation